# TransPod
TransPod Inc.是一家设计制造超高速交通列车的加拿大公司。其设计的列车以1000km/h 的速度穿梭于城市之间。其优势是其速度将比飞机更快，而且采用更环保的电力驱动系统。
TransPod 的列车基于航空飞行器的设计，可以搭乘乘客和运载货物。其对应的轨道系统类似Hyperloop ，不过采用更先进的技术设计。 和使用空气悬浮的Hyperloop相比，使用电磁悬浮的TransPod轨道系统更加稳定。.
在2016年11月，TransPod从意大利高科技控股集团安杰洛投资（Angelo Investments）筹集了1500万美元的种子基金，而该集团专门从事铁路，航天和航空工业的先进技术研发。TransPod不仅在加拿大多伦多运营，分别也在法国图卢兹和意大利巴里开设了办事处。 
TransPod于2017年9月在“Procedia Engineering”杂志上发布了一篇科学论文。这篇论文在EASD EURODYN 2017年大会上首次发表，并介绍了TransPod系统的物理特性。

## 技术
TransPod在2016年提出的设计，包括空气动力学和推进系统，与火车，汽车和客机相比，行驶过程中受到的摩擦力更小，并能以更快的速度（1000km/h以上）运送乘客。
TransPod的列车采用电动直线感应电机技术，不仅环保，而且具有自主实时控制[2]和感应空间系统等技术特点。
客车车型设有乘客座位，而货运车型则有可装载货物的内部空间。列车采用类似飞机机身设计，可以实现舱内加压和气流控制，并配备推进，引导等电子控制系统。这些轨道是双向的，以允许双向行驶。
TransPod的系统与Elon Musk的Hyperloop Alpha白皮书提出的“Hyperloop”概念不同。与“Hyperloop”不同的是，TransPod系统使用电磁场来实现悬浮，而不是压缩空气。
TransPod宣称使用比Hyperloop更先进的技术。TransPod的首席技术官Ryan Janzen宣布，TransPod的系统被称为“下一代”，并使用“新技术”。迄今为止宣布的新型技术包括最先进的传感和控制系统以及推进系统。
TransPod列车从轨道底部悬浮起来，并利用电磁场进行推进。交流电通过铁柱上的绕组驱动，以产生在轨道内部和列车之间相互作用的磁场。
TransPod 的货物运输车型具有10-15吨的有效载荷，并与常见木托盘兼容，以及各种装载设备，如LD3货柜和AAA货柜。
机舱前部有一个轴向压缩机（类似于喷气发动机的进气口，但是是电动的压气机），以减少空气阻力。即使在低压环境下，依然会有少量的空气存在，而这些空气会导致列车高速行驶时会产生空气阻力。这种压气机通过车内的管道将空气导流到列车尾部，并以火箭式喷嘴排出。
高速行驶时，机舱的稳定性由内部制导系统控制。其配备的惯性传感器和光学传感器的组合系统可以实时感测和追踪机舱的轨迹偏差。TransPod的系统使用新颖的发明，包括 “sense-space processsing”技术和实时计算机视觉算法。
TransPod的全电动系统旨在减少对化石燃料依赖和温室气体排放。与客机相比，TransPod系统可以大幅减少燃油浪费，因为客机需要消耗很大一部分燃油才能爬升到合适的飞行高度，而这是短途飞行高油耗的重要原因之一。该公司的技术旨在兼容包括太阳能发电在内的可再生能源，并辅以区域电网的供电，以达到减少排放二氧化碳的目的 。
在柏林的InnoTrans 铁路展2016 上，TransPod首次展示了他们的车厢概念，以及Coelux技术- 乘客舱内的人造自然阳光技术。

## 结构

### 资金和合作关系
在2016年11月，TransPod从Angelo投资公司获得了1500万美元的种子基金。Angelo投资公司专注于高科技领域的长期投资，并在战略和产品开发的设计和执行阶段与TransPod进行实际合作。
Angelo投资公司还为TransPod提供额外的独特专业能力和技术能力。作为合作伙伴，Angelo Investment的成员公司SITAEL，MERMEC和Blackshape Aircraft将成为TransPod的主要工业合作伙伴。这些公司拥有超过1000名员工的国际员工，其有650名工程师，他们将与TransPod共同进行开发和测试合作。
TransPod的多伦多办事处位于MaRS centre，MaRS Discovery District-世界上最大的城市创新中心。胰岛素的发现和世界上第一次双肺移植发生在多伦多的这个地区。而这个地区也诞生了5个诺贝尔奖。MaRS与企业，政府的合作伙伴一起为多伦多的新创企业，研究者和创新者构建了平台。
TransPod的意大利办事处位于意大利的巴里。意大利是Angelo Investments的商业和工业基地。TransPod正在与SITAEL，Blackshape和MERMEC一起进行测试和开发。
TransPod的法国办事处位于图卢兹—欧洲航空业的枢纽。TransPod还与图卢兹当地的一家工程公司IKOS [25]， 还有REC Architecture进行合作 。
2017年6月，TransPod宣布与利勃海尔航空航天公司合作，利勃海尔航空航天公司将支持研发和生产专门为TransPod系统设计的新型机舱和热交换系统，保证了系统的安全，高效和乘客的舒适。

### 管理
首席执行官Sebastien Gendron于2015年共同创办了TransPod，他拥有在庞巴迪，赛峰和空客等国际运输制造企业超过13年的专业工程师的工作经验。
首席技术官Ryan Janzen共同创立了TransPod，专注于技术研发和创新。探索频道，Wired杂志和Wormhole等媒体上，Janzen拥有110多个国际讲座，媒体采访和科学刊物。他创立了世界上第一架飞机PLC研究。他还提出了一个新的物理学分支：Absement，一个叫做veillance flux的物理学新分支。他还和可穿戴计算先驱史蒂夫·曼共同开发了一个名为swarm modulation的创新（相当于无线电中的FM，AM和SM） 。Ryan Janzen的研究引领声学，航空航天电子，数学和汽车动力的进步。Janzen也是管弦乐作曲家，也是第一位为hydraulophone创作音乐的作曲家。

## 规划路线
TransPod正在全球范围内规划路线，并设计配置国际城市之间的线路。例如，在加拿大，TransPod设想中的线路包括有多伦多至蒙特利尔，多伦多至温莎，多伦多至滑铁卢通道，加拿大艾伯塔省的卡尔加里至埃德蒙顿通道。另外，TransPod在加拿大正准备建立一条机舱测试轨道。而私人和公共的资金组合可以决定此轨道将构造为完整路线的一部分。
在2017年6月，第一个TransPod车站的设计出炉。这设计基于多伦多市中心港口地区的未来交通枢纽的构想。2017年6月，多伦多，安大略省和加拿大政府宣布了一项11.85亿美元的联合融资计划，用于发展和振兴这一地区的基础设施。TransPod的车站设计是与REC Architecture公司共同合作研发的。

### 多伦多 - 温莎通道
2017年7月，TransPod发布了一项初步的建造成本研究，概述了在安大略省西南部的温莎和多伦多之间建立TransPod的轨道系统的可行性。安大略省政府于2017年5月宣布对同一走廊沿线的高速铁路线进行环境评估。研究表明TransPod的轨道系统的建造成本将比同一路线的高速铁路的预估建造成本低一半，而其最高时速则是高速铁路的最高时速的四倍。